# Řemeslný pivovar Clock
Pivovar Clock v Potštejně je řemeslný pivovar založený roku 2014. Původně se měl jmenovat „Robot“, avšak kvůli potížím s registrací ochranné známky nakonec majitelé vybrali název „Clock“, pro který hovořila skutečnost, že neobsahuje diakritiku a lze podle majitelů snadno vyslovit.

## Historie
V Potštejně již dříve byl Panský pivovar Potštejn (Potštýn) a jeho provoz skončil v roce 1913. V roce 2012 byla založena společnost Pivovar Clock s.r.o a byla pořízena budova bývalého pivovaru. Za zrodem pivovaru stojí Ing. Jiří Andrš, Ing. Ivo Muthsam a sládek Jakub Sychra. Vlastníci vzhledem k dlouhé pauze nechtěli navazovat na tradici bývalého pivovaru.

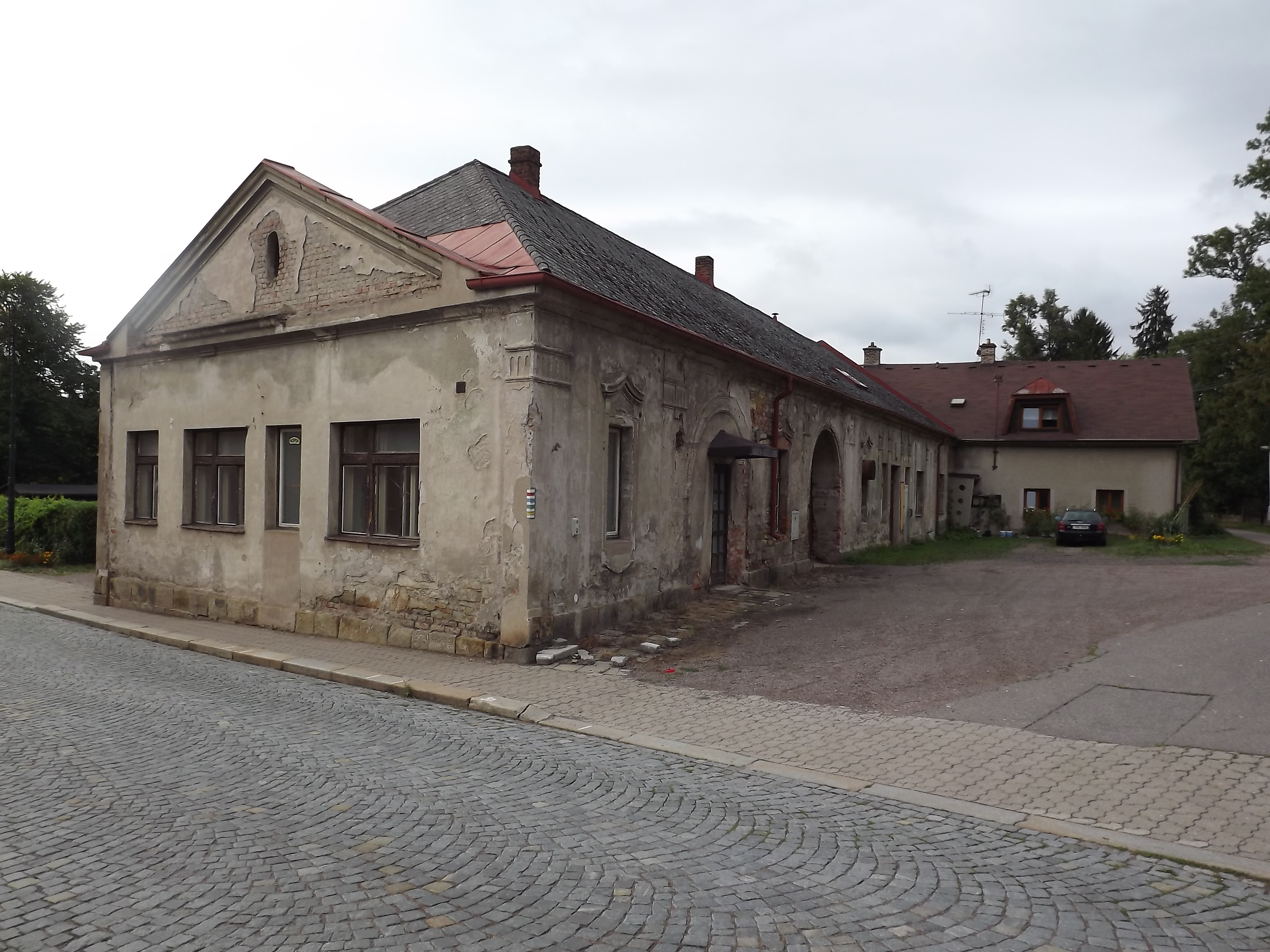
Budova pivovaru před rekonstrukcí v roce 2013

Roku 2012 majitelé odkoupili objekt někdejšího potštejnského pivovaru, který v letech 2013–2014 rekonstruovali a v červnu 2014 zahájili výrobu piva, zpočátku s dvounádobovou varnou o objemu 10 hl. Rostoucí výroba způsobila v roce 2017 rozšíření technologie, došlo k rekonstrukci druhé části areálu a byl vystavěn letní bar. I tak ale poptávka po výrobě nestačila na stávající prostory a v roce 2019 byla pořízena stará výrobní hala bývalé fabriky Fenetra (továrna na okna, zpracování dřeva) od společnosti Diafrikt. Budova pochází z 20. let 20. století a postavena byla ve funkcionalistickém stylu. Rekonstrukce nového sídla pivovaru proběhla 2019-2021. V březnu 2021 byla zahájena výroba piva ve Fenetře. Přesun technologií způsobil, že v místě dřívějšího pivovaru je nyní dnes již jen velká pivnice pro návštěvníky. Rekonstrukce byla dokončena v roce 2022. Varna disponuje objemem 30 hl a pivo zraje v několika 60hl tancích.

## Piva

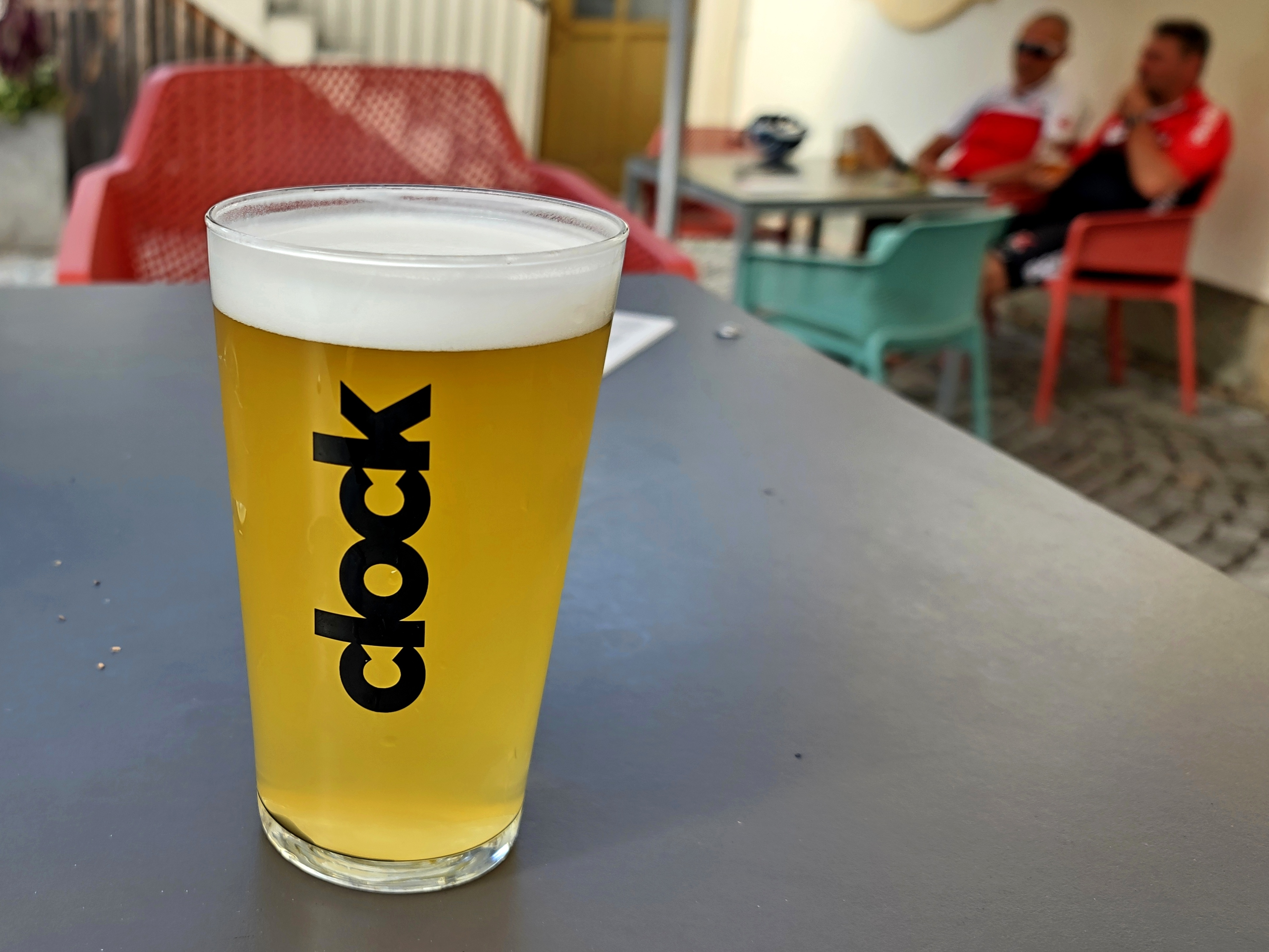
Sklenice piva

Základními pivy v pivovaru jsou Clock, Twist, Hektor, Anežka a Glee. Experimentuje se s množstvím limitovaných edic a sezónních piv. Pivovar produkuje i nealko piva Krystus, Lazarus, Nana a Leviticus. Pivovar vyrábí některá piva i v kooperaci, např. s Budějovickým Budvarem nebo parním pivovarem Hauskrecht. Logem pivovaru a většiny piv jsou roboti. V roce 2020 se počet druhů vyrobených piv již přehoupl přes 50. K roku 2024 byl sládkem pivovaru od doby svého založení Jakub Sychra.
| Rok  | Výstav (v hl) |
| ---- | ------------- |
| 2014 | 700           |
| 2015 | 2300          |
| 2016 | 2900          |
| 2017 | 3000          |
| 2018 | 4100          |
| 2019 | 5000          |
| 2020 | 4500          |
| 2021 | 7500          |
| 2022 | 8900          |

## Akce
Od 12. července 2021 se vždy v letním období konají pivovarské slavnosti Clock Days přímo v areálu pivovaru (budova bývalé Fenetry).